# Komplexes Volumen
In der Mathematik ist das komplexe Volumen eine Invariante 3-dimensionaler Mannigfaltigkeiten. Für Komplemente von Knoten und Verschlingungen stellt die Volumenvermutung einen Zusammenhang zwischen dem komplexen Volumen und der Asymptotik von Quanteninvarianten her. 

## Definition
Für eine hyperbolische 3-Mannigfaltigkeit endlichen Volumens {\displaystyle M} wird das komplexe Volumen definiert als
{\displaystyle \operatorname {vol} _{\mathbb {C} }(M):=\operatorname {vol} (M)+i\,\operatorname {cs} (M)\in \mathbb {C} /4\pi ^{2}\mathbb {Z} i},
wobei {\displaystyle \operatorname {vol} (M)} das hyperbolische Volumen und {\displaystyle \operatorname {cs} (M)} die SO(3)-Chern-Simons-Invariante des Levi-Civita-Zusammenhangs ist.
Allgemeiner kann man für Darstellungen {\displaystyle \rho \colon \pi _{1}M\to SL(n,\mathbb {C} )} das komplexe Volumen definieren als
{\displaystyle \operatorname {vol} _{\mathbb {C} }(\rho ):=i\left\langle {\hat {c}}_{2}(E_{\rho }),\left[M\right]\right\rangle \in \mathbb {C} /4\pi ^{2}\mathbb {Z} i},
wobei {\displaystyle E_{\rho }} das flache Bündel mit Holonomie {\displaystyle \rho }, 
{\displaystyle {\hat {c}}_{2}(E_{\rho })\in H^{3}(M;\mathbb {C} /4\pi ^{2}\mathbb {Z} i)}
seine 2. Cheeger-Chern-Simons-Klasse und 
{\displaystyle \left[M\right]\in H_{3}(M;\mathbb {Z} )}
die Fundamentalklasse von {\displaystyle M} ist.
Die Volumen-Vermutung postuliert für hyperbolische Knoten {\displaystyle K} die Gleichung
{\displaystyle \operatorname {vol} _{\mathbb {C} }(S^{3}\setminus K)=2\pi \lim _{N\to \infty }{\frac {1}{N}}\log J_{N}(K,e^{\frac {2\pi i}{N}})},
wobei {\displaystyle J_{N}(K,q)} das {\displaystyle N}-te gefärbte Jones-Polynom von {\displaystyle K} bezeichnet.